# FijiFirst
FijiFirst este un partid politic înregistrat în Fiji. Partidul a fost înființat în martie 2014 de actualul premier, Frank Bainimarama.

## Formare
Partidul a fost lansat la 31 martie 2014, Frank Bainimarama începând un turneu la nivel național într-un autobuz de campanie pentru a aduna cele 5.000 de semnături obligatorii necesare pentru înregistrarea unui partid politic.
Bainimarama spune că FijiFirst este un nume care cuprinde convingerile sale politice.
A numit primul său candidat și președinte de partid; Jiko Luveni.
Partidul a strâns peste 40.000 de semnături pentru înregistrarea sa.
Partidul l-a numit fostul senator al Partidului Laburist din Fiji, Bijai Prasad drept vicepreședinte, precum și pe actualul procuror general Aiyaz Sayed-Khaiyum în funcția de secretar general al partidului. Bijai Prasad și-a dat demisia din funcția de vicepreședinte, o zi mai târziu, invocând o condamnare penală pentru furt în anii 1980, infracțiune pentru care a fost la închisoare. Ratu Viliame Katonivere a fost, de asemenea, ales vicepreședinte al partidului. Vimlesh Kumar, care este contabil și membru afiliat al CPA Australia, este prezentat drept trezorier.
Cererea de înregistrare a partidului a dus la apariția a șase reclamații, inclusiv una de la un partid care a folosit anterior numele „Fiji First”. În ciuda acestui fapt, partidul a fost înregistrat pe 30 mai 2014.